# Liste der Baudenkmäler in Steingaden

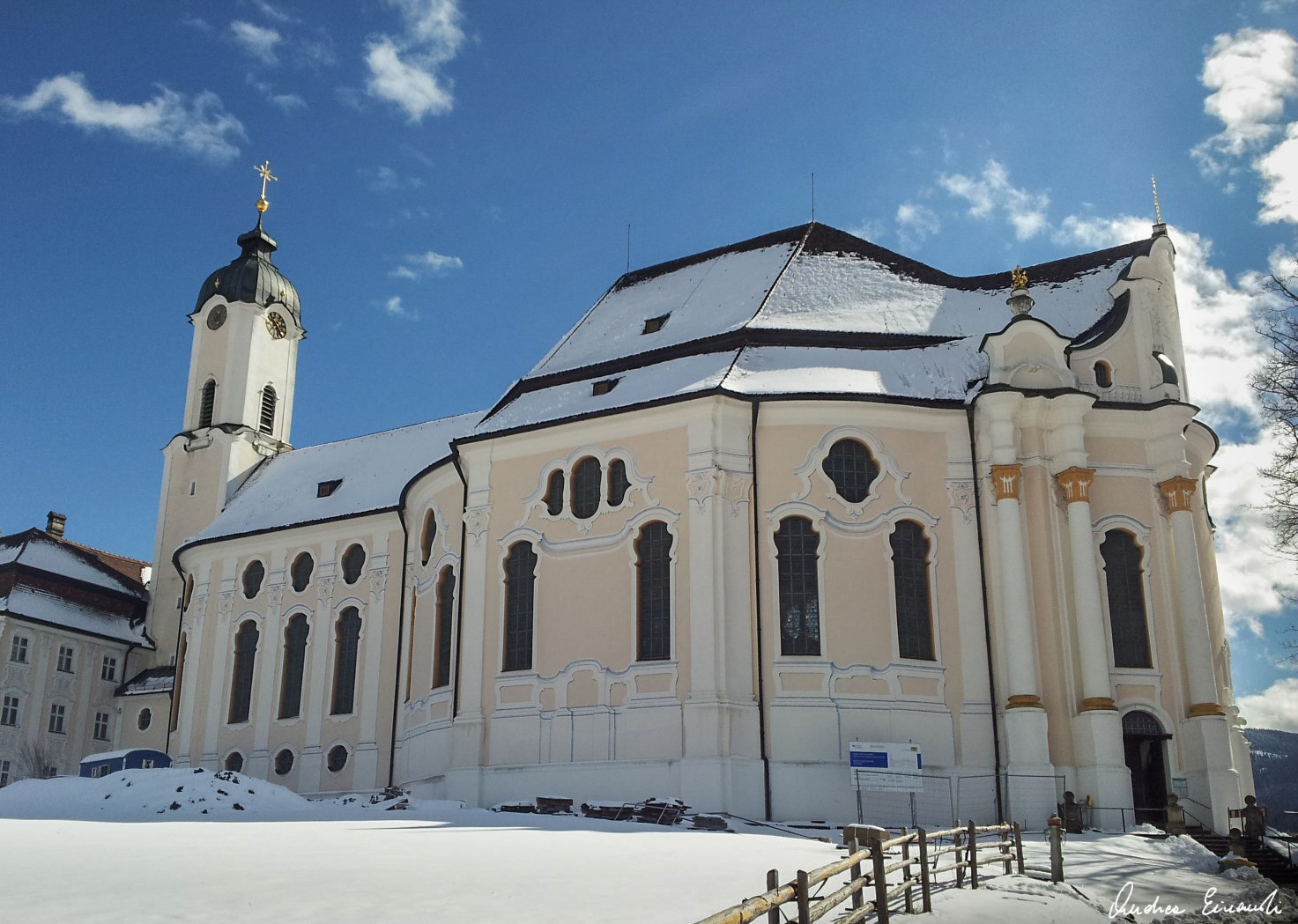
Wallfahrtskirche „Die Wies“, ein UNESCO-Weltkulturerbe

Auf dieser Seite sind die Baudenkmäler in der oberbayerischen Gemeinde Steingaden zusammengestellt. Diese Tabelle ist eine Teilliste der Liste der Baudenkmäler in Bayern. Grundlage ist die Bayerische Denkmalliste, die auf Basis des Bayerischen Denkmalschutzgesetzes vom 1. Oktober 1973 erstmals erstellt wurde und seither durch das Bayerische Landesamt für Denkmalpflege geführt wird. Die folgenden Angaben ersetzen nicht die rechtsverbindliche Auskunft der Denkmalschutzbehörde.

## Ensembles

### Ensemble Marktplatz

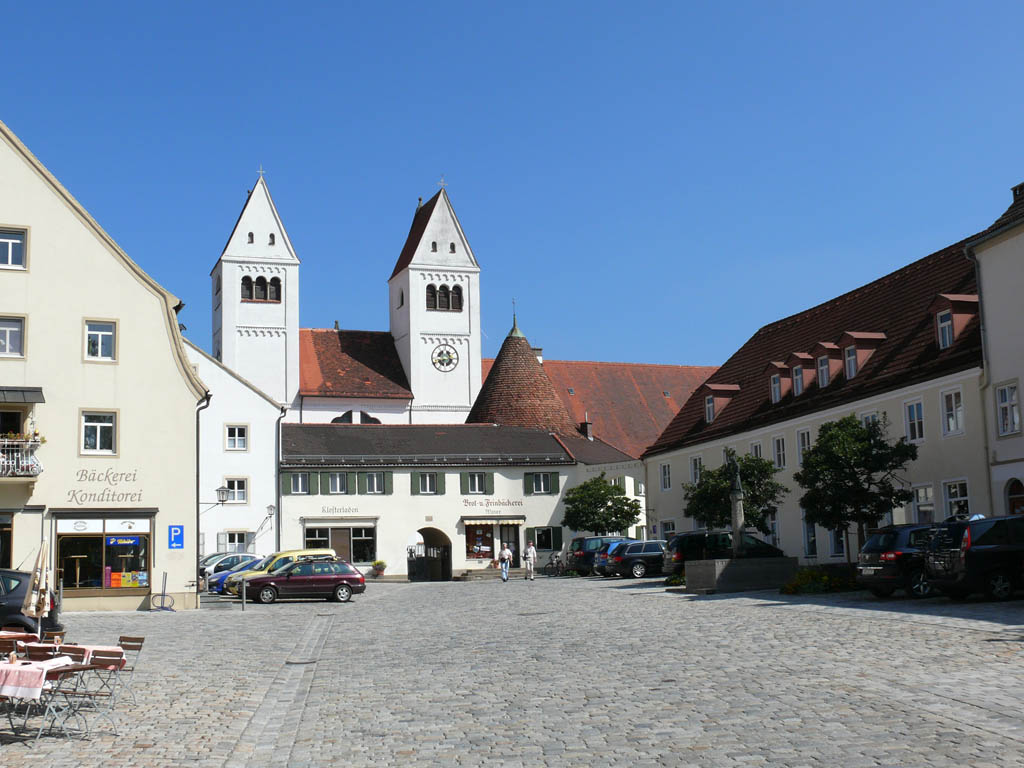

Das Ensemble umfasst den kleinen Klostermarkt und die ehemalige Prämonstratenser-Stiftskirche Steingaden. Der Markt, ein weitgehend geschlossen umbauter Straßenplatz, ist der Kirche westlich vorgelagert. Die Bauten, die den Marktplatz einfassen, Gasthof, Klosterrichterhaus, Wohn- und Geschäftshäuser, stammen aus dem 17./18. Jahrhundert, als das Kloster nach den Kriegszerstörungen in neuer, vor allem künstlerischer Blüte stand, oder sie gehören der Zeit nach der Säkularisation an. Es handelt sich um zwei- und dreigeschossige Bauten mit Sattel-, Mansard- und Walmdächern, die den Marktplatz als Mittelpunkt der barocken Klosterhofmark und mit den biedermeierlichen Bauten des frühen 19. Jahrhunderts auch als bürgerlichen Platz ausweisen. Der unmittelbar an die Kirche angeschlossene romanische, später überbaute Kreuzgang-Westflügel (jetzt Pfarrhof), der ummauerte Friedhof mit der Johanneskapelle, einem kleinen romanischen Zentralbau, und das spätgotische Torhaus am Durchgang vom Marktplatz in den Kirchhof, gehören zum Ensemble. Aktennummer: E-1-90-154-1.

### Ensemble Wies-Kirche mit Weiler

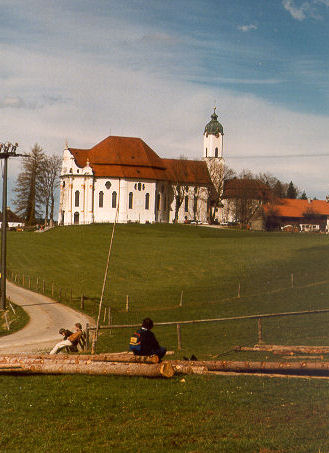

Das Ensemble ist ein hervorragendes Denkmal der Frömmigkeitsgeschichte des 18. Jahrhunderts, sein beherrschender Bau, die Wallfahrtskirche zum Gegeißelten Heiland, gehört zu den bedeutendsten Anlagen des süddeutschen Rokoko. Der hell strahlende, geistreich modifizierte Zentralbau, dem sich östlich ein langer Chor und in gleicher Achse der Turm sowie das symmetrisch entwickelte, von einer Gartenmauer umschlossene Priorat anschließt, bildet nach Westen eine Fassade aus. Die weltberühmte Rokoko-Ausstattung der Kirche ist das Werk Johann Baptist Zimmermanns. Der Wallfahrtsweiler, malerisch in einer von Waldrevieren und Filzen umgebenen Lichtung vor den Trauchberghängen gelegen, erweiterte sich im 19. Jahrhundert um vier weitere Bauernanwesen, zu denen in neuerer Zeit noch zwei kleinere Neubauten kamen; der Wiesbauernhof war durch Heirat an Franz Dominikus Zimmermann, den Sohn des Dominikus gekommen, der dort das Wallfahrer-Wirtshaus einrichtete. Aktennummer: E-1-90-154-2.

## Baudenkmäler nach Ortsteilen

### Steingaden
| Lage                                  | Objekt                                                      | Beschreibung | Akten-Nr.               | Bild                                                 |
| ------------------------------------- | ----------------------------------------------------------- | --- | ----------------------- | ---------------------------------------------------- |
| Brüder-Zimmermann-Straße 4 (Standort) | Badhaus des Klosters                                        | 17. Jahrhundert, im 19./20. Jahrhundert ausgebaut. | D-1-90-154-3            | Badhaus des Klosters                                 |
| Füssener Straße 50 (Standort)         | Bauernhof                                                   | Bauernhof, sog. beim Leithenmang, zweigeschossiger verputzter Einfirsthof mit flachem Satteldach und kräftiger Kopfbüge, im Kern Mitte 18. Jh. | D-1-90-154-5            | Bauernhof                                            |
| Hammerschmiedstraße 20 (Standort)     | Bauernhaus zum Neuhaus                                      | Mit Steilsatteldach, bezeichnet 1807,(ehemalige Waffen- und Hammerschmiede). | D-1-90-154-49           | Bauernhauszum Neuhaus                                |
| Kissinger Straße 15 (Standort)        | Haustafel „beim Sieberschmied“                              | Bezeichnet 1885. | D-1-90-154-7            | Haustafel„beim Sieberschmied“                        |
| Krankenhausstraße 1/3 (Standort)      | Ehemaliger Klostermeierhof                                  | Stattliche Vierflügelanlage1769/76. – Zugehörig langer Stadel, 1817. | D-1-90-154-8            | weitere Bilder                                       |
| Krankenhausstraße (Standort)          | Remise                                                      | Langer Stadel, 1817. | D-1-90-154-8 zugehörig  | Remise                                               |
| Loristraße 1 (Standort)               | Skulptur „beim Moserbäck“                                   | An der Hausecke romanische Skulptur, Mitte 13. Jahrhundert. | D-1-90-154-9            | Skulptur„beim Moserbäck“                             |
| Marktplatz 1 (Standort)               | Gasthof zur Post                                            | Stattlicher Satteldachbau, wohl 1. Hälfte 18. Jahrhundert. | D-1-90-154-10           | Gasthof zur Post                                     |
| Marktplatz 2 (Standort)               | Ehemaliges Klosterrichterhaus                               | Mit Steilsatteldach, 17./18. Jahrhundert; Stuckdecke im Obergeschoss um 1750/60, jetzt Apotheke. | D-1-90-154-11           | Ehemaliges Klosterrichterhaus                        |
| Marktplatz 3 (Standort)               | Ehemalige Klosterschmiede                                   | Jetzt Wohn- und Geschäftshaus, mit Mansardsatteldach, und wohl bauzeitlicher Sonnenuhr, bezeichnet 1826. | D-1-90-154-12           | Ehemalige Klosterschmiede                            |
| Marktplatz 6 (Standort)               | Kleiner Stadel                                              | Mit Mansarddach, um 1810/20. | D-1-90-154-15           | Kleiner Stadel                                       |
| Marktplatz 7/9 (Standort)             | Doppelwohnhaus „zum Glaser/Huber“                           | 1. Hälfte 19. Jahrhundert, mit Resten der spätgotischen Pfarrkirche St. Dionysius. | D-1-90-154-16           | Doppelwohnhaus„zum Glaser/Huber“                     |
| Marktplatz 8 (Standort)               | Torhaus                                                     | Mit Durchgang zum Friedhof, bezeichnet 1589. | D-1-90-154-17           | weitere Bilder                                       |
| Marktplatz 12 (Standort)              | Ehemalige Prämonstratenser-Klosterkirche St. Johannes d. T. | Jetzt katholische Pfarrkirche. Bedeutender romanischer Bau, geweiht 1176, gotisiert 1470 ff., Chor 1663, Langhaus 1740/50 umgestaltet; mit Ausstattung. – Ausgedehnte Friedhofsmauer, 16./17. Jahrhundert.                                                     | D-1-90-154-1            | weitere Bilder                                       |
| Marktplatz (Standort)                 | Katholische Johanneskapelle                                 | Zentralbau, Mitte 12. Jahrhundert; mit Ausstattung. | D-1-90-154-2            | weitere Bilder                                       |
| Marktplatz (Standort)                 | Kriegerdenkmal                                              | Figurengruppe auf dreiteiligem Sockel mit Gedenktafel, 1921/22. | D-1-90-154-80 Wikidata  | Kriegerdenkmal                                       |
| Prämonstratenserstraße 1 (Standort)   | Rest der ehemaligen Klostergebäude zum Lumper-Fränzi        | 1678 ff. errichtet, nach 1803 zum Kleinhaus mit Satteldach umgebaut. | D-1-90-154-18 Wikidata  | Rest der ehemaligen Klostergebäudezum Lumper-Fränzi  |
| Prämonstratenserstraße 10 (Standort)  | Ehemaliges Garten- und Komödienhaus des Klosters            | Walmdachbau mit Mittelrisalit, 16./17. Jahrhundert, um 1730/40 verändert. | D-1-90-154-19 Wikidata  | weitere Bilder                                       |
| Schlögelmühlstraße 3 (Standort)       | Ehemaliger Bauernhof                                        | sog. beim Valentin, zweigeschossiger verputzter Ständerbohlenbau mit Kopfbändern und Mittertenne, Einfirsthof mit Satteldach, im Kern 1. Hälfte 18. Jahrhundert                                                                                                | D-1-90-154-20 Wikidata  | Ehemaliger Bauernhof                                 |
| Schongauer Straße 9 (Standort)        | Bauernhaus „zum Seitz“                                      | Zweigeschossig mit Satteldach, über der Tenne bezeichnet 1848. | D-1-90-154-21           | Bauernhaus„zum Seitz“                                |
| Schongauer Straße 34 (Standort)       | Ehemaliger Sommerbierkeller                                 | Tuffquaderbau mit Halbwalmdach, 1826. | D-1-90-154-22           | Ehemaliger Sommerbierkeller                          |
| Welfenstraße 5 (Standort)             | Ehemaliges Konventsgebäude, jetzt Pfarrhaus                 | Westflügel des ehemaligen Prämonstratenser-Klosters, zweigeschossiger verputzter Satteldachbau mit romanischem Kreuzgang und ausgewiesener Brunnenkapelle, im Kern frühes 13. Jahrhundert, spätgotische Veränderungen nach 1525 und teilweiser Neubau ab 1664. | D-1-90-154-23           | weitere Bilder                                       |
| Welfenstraße 5 (Standort)             | Brunnenkapelle                                              | Im Erdgeschoss des Westflügels des ehemaligen Prämonstratenser-Klosters. | D-1-90-154-23 zugehörig | weitere Bilder                                       |
| Welfenstraße 8/10/12/14/16 (Standort) | Ehemaliger Marstall und Werkstätten des Klosters Haus       | Lang gestrecktes Gebäude, zum Teil mit tiefen Fensterlaibungen, 2. Hälfte 17. Jahrhundert, mit älterem Kern. | D-1-90-154-24           | Ehemaliger Marstall und Werkstätten des KlostersHaus |
| Welfenstraße 13 b (Standort)          | Ehemaliges Klosterbräuhaus                                  | Stattlicher Bau mit Mansardwalmdach, 1787/90. | D-1-90-154-25           | Ehemaliges Klosterbräuhaus                           |
| Welfenstraße 13 b (Standort)          | Quadermauer                                                 | Z. T. Bruchstein, 17./18. Jahrhundert – An der Südwestecke eingelassenes Steinkreuz, wohl 16. Jahrhundert. | D-1-90-154-25 zugehörig | Quadermauer                                          |
| Welfenstraße 18 (Standort)            | Wohnhaus „zum Preisingerbäck“                               | Ehemalige Klosterbäckerei, im Kern wohl 17. Jahrhundert. | D-1-90-154-26           | Wohnhaus„zum Preisingerbäck“                         |
| Welfenstraße 20 (Standort)            | Ehemalige Klostermühle zum Pfistermüller                    | Im Kern wohl 17. Jahrhundert, 1913 im Jugendstil-Barock übergangen. | D-1-90-154-27           | Ehemalige Klostermühlezum Pfistermüller              |

### Biberschwöll
| Lage                      | Objekt                   | Beschreibung                                                                                            | Akten-Nr.     | Bild                    |
| ------------------------- | ------------------------ | --- | ------------- | ----------------------- |
| Biberschwöll 1 (Standort) | Bauernhaus zum Seiwalder | Mit Flachsatteldach (Preisdach), Mittertenne und vorgezogenem Stallteil, im Kern Mitte 17. Jahrhundert. | D-1-90-154-28 | Bauernhauszum Seiwalder |

### Brandstatt
| Lage                    | Objekt                      | Beschreibung                                                                                | Akten-Nr.               | Bild                       |
| ----------------------- | --------------------------- | ------------------------------------------------------------------------------------------- | ----------------------- | -------------------------- |
| Brandstatt 1 (Standort) | Bauernhaus zum Brandstatter | Stattlicher Einfirsthof mit mittelsteilem Satteldach, um 1870.                              | D-1-90-154-29           | Bauernhauszum Brandstatter |
| Brandstatt 1 (Standort) | Getreidekasten              | Zweigeschossiger Getreidekasten, Erdgeschoss bezeichnet 1538, Obergeschoss 18. Jahrhundert. | D-1-90-154-29 zugehörig | Getreidekasten             |

### Butzau
| Lage                 | Objekt     | Beschreibung                  | Akten-Nr.     | Bild           |
| -------------------- | ---------- | ----------------------------- | ------------- | -------------- |
| Unterfeld (Standort) | Wegkapelle | Erbaut 1792; mit Ausstattung. | D-1-90-154-30 | weitere Bilder |

### Egart
| Lage               | Objekt         | Beschreibung                                               | Akten-Nr.     | Bild           |
| ------------------ | -------------- | ---------------------------------------------------------- | ------------- | -------------- |
| Egart 1 (Standort) | Getreidekasten | Erdgeschossiger Getreidekasten, 2. Hälfte 16. Jahrhundert. | D-1-90-154-31 | Getreidekasten |

### Fronreiten
| Lage                     | Objekt                       | Beschreibung                                         | Akten-Nr.     | Bild                |
| ------------------------ | ---------------------------- | ---------------------------------------------------- | ------------- | ------------------- |
| Fronreiten 3 (Standort)  | Getreidekasten beim Huberler | Erdgeschossiger Getreidekasten Ende 16. Jahrhundert. | D-1-90-154-32 | weitere Bilder      |
| Fronreiten 16 (Standort) | Bauernhaus zum Ihler         | Mit Flachsatteldach, 18. Jahrhundert.                | D-1-90-154-33 | Bauernhauszum Ihler |
| in Fronreiten (Standort) | Bildstock                    | Gemauert; 18. Jahrhundert; mit Ausstattung.          | D-1-90-154-34 | weitere Bilder      |

### Gagras
| Lage                | Objekt                  | Beschreibung                           | Akten-Nr.     | Bild                   |
| ------------------- | ----------------------- | -------------------------------------- | ------------- | ---------------------- |
| Gagras 1 (Standort) | Bauernhaus zum Scheierl | Zweigeschossig mit Halbwalmdach, 1798. | D-1-90-154-35 | Bauernhauszum Scheierl |

### Gmeind
| Lage                | Objekt      | Beschreibung | Akten-Nr.     | Bild |
| ------------------- | ----------- | --- | ------------- | ---- |
| Gmeind 1 (Standort) | Einfirsthof | verputzter, zweigeschossiger Ständerbohlenbau mit Flachsatteldach, Nordseite teilweise massiv, im Kern 17./18. Jahrhundert, Dachaufsteilung und Verlängerung des Wirtschaftsteils 2. Hälfte 19. Jahrhundert | D-1-90-154-94 | BW   |

### Hiebler
| Lage                 | Objekt                           | Beschreibung                                                         | Akten-Nr.     | Bild                            |
| -------------------- | -------------------------------- | -------------------------------------------------------------------- | ------------- | ------------------------------- |
| Hiebler 1 (Standort) | Getreidekasten beim Hieblerbauer | Im Stadel erdgeschossiger Getreidekasten, 2. Hälfte 17. Jahrhundert. | D-1-90-154-36 | Getreidekastenbeim Hieblerbauer |

### Ilgen
| Lage               | Objekt                             | Beschreibung | Akten-Nr.     | Bild           |
| ------------------ | ---------------------------------- | --- | ------------- | -------------- |
| Ilgen 3 (Standort) | Wallfahrtskirche Mariä Heimsuchung | barocker Saalbau mit langgestrecktem Polygonalchor und schmalem Westturm mit Zwiebelhaube, von Johann Schmuzer, 1670/78, Seitenkapellen angefügt 1735; mit Ausstattung | D-1-90-154-37 | weitere Bilder |

### Illach
| Lage                | Objekt                                        | Beschreibung                                                                                                | Akten-Nr.     | Bild |
| ------------------- | --------------------------------------------- | --- | ------------- | ---- |
| Illach 1 (Standort) | Gasthaus und ehem. Mahlmühle, sog. Illachwirt | zweigeschossiger Putzbau mit Flachsatteldach und Giebelbundwerk, bez. 1807; Kegelbahn, Holzständerbau, 1906 | D-1-90-154-38 | BW   |

### Kellershof
| Lage                    | Objekt     | Beschreibung                                                  | Akten-Nr.     | Bild           |
| ----------------------- | ---------- | ------------------------------------------------------------- | ------------- | -------------- |
| Kapellenfeld (Standort) | Wegkapelle | 18./19. Jahrhundert; mit Ausstattung, südöstlich des Weilers. | D-1-90-154-39 | weitere Bilder |

### Kreuzberg
| Lage                   | Objekt                     | Beschreibung | Akten-Nr.     | Bild           |
| ---------------------- | -------------------------- | --- | ------------- | -------------- |
| Kreuzberg 4 (Standort) | Kreuzbergkirche St. Ulrich | barocker Saalbau mit abgerundeten Ostecken, gerade schließendem Chor und polygonalem Ostturm mit Glockenhaube, sowie angefügter zweigeschossiger Sakristei, wohl von Johann Georg Fischer, 1728/38 unter Verwendung älterer Mauerabschnitte von 1564; mit Ausstattung | D-1-90-154-40 | weitere Bilder |

### Langau
| Lage                | Objekt                                                      | Beschreibung | Akten-Nr.     | Bild |
| ------------------- | ----------------------------------------------------------- | --- | ------------- | ---- |
| Langau 1 (Standort) | Ehem. Schwaighof des Klosters Steingaden, dann Remontedepot | dreigeschossiger verputzter Wohnstallbau mit Flachsatteldach und Giebelbundwerk, Ende 18. Jh., zahlreiche Umbauten im 19. und 20. Jh. | D-1-90-154-41 | BW   |

### Lindegg
| Lage                  | Objekt                                         | Beschreibung                                                                     | Akten-Nr.     | Bild |
| --------------------- | ---------------------------------------------- | -------------------------------------------------------------------------------- | ------------- | ---- |
| Lindegg 1a (Standort) | Getreidekasten des sog. Schleich-Hofes         | erdgeschossig, 2. Hälfte 16. Jh., Überbau mit Flachsatteldach, 2. Hälfte 18. Jh. | D-1-90-154-43 | BW   |
| Lindegg 2 (Standort)  | Wohnteil des ehem. Bauernhofes, sog. beim Sima | zweigeschossiger Putzbau mit Flachsatteldach, Anfang 19. Jh.                     | D-1-90-154-44 | BW   |

### Litzau
| Lage                    | Objekt                                                    | Beschreibung | Akten-Nr.              | Bild                                                      |
| ----------------------- | --------------------------------------------------------- | --- | ---------------------- | --------------------------------------------------------- |
| Litzau 1 (Standort)     | Einfirsthof, sog. beim Fried                              | zweigeschossiger Putzbau mit Satteldach und rückseitigem Traufbundwerk, Ende 18. Jh. | D-1-90-154-45 Wikidata | Einfirsthof, sog. beim Fried                              |
| Litzau 2, 2a (Standort) | Einfirsthof, sog. beim Moser                              | zweigeschossiger Flachsatteldachbau mit Giebelbundwerk, Anfang 19. Jh., Ökonomie 2. Hälfte 19. Jh.; Stadel, erdgeschossiger verbretterter Ständerbau mit flachem Satteldach, 18./19. Jh. | D-1-90-154-46 Wikidata | Einfirsthof, sog. beim Moser                              |
| Litzau 4 (Standort)     | Bundwerkreste am Wirtschaftsteil des sog. Hansthoma-Hofes | 2. Hälfte 18. Jh. | D-1-90-154-48 Wikidata | Bundwerkreste am Wirtschaftsteil des sog. Hansthoma-Hofes |

### Resle
| Lage               | Objekt      | Beschreibung                                                                                          | Akten-Nr.     | Bild           |
| ------------------ | ----------- | --- | ------------- | -------------- |
| Hundeck (Standort) | Feldkapelle | Kleiner Putzbau mit dreiseitigem Chorschluss, 18. Jahrhundert; mit Ausstattung; nördlich des Weilers. | D-1-90-154-50 | weitere Bilder |

### Riesen
| Lage                  | Objekt      | Beschreibung                                  | Akten-Nr.     | Bild           |
| --------------------- | ----------- | --------------------------------------------- | ------------- | -------------- |
| Oberfeld (Standort)   | Kapelle     | 1868 erbaut; mit Ausstattung.                 | D-1-90-154-51 | weitere Bilder |
| Riesen 18a (Standort) | Holzkapelle | Klein, Ende 17. Jahrhundert; mit Ausstattung. | D-1-90-154-52 | Holzkapelle    |

### Sandgraben
| Lage                    | Objekt                   | Beschreibung | Akten-Nr.     | Bild                    |
| ----------------------- | ------------------------ | --- | ------------- | ----------------------- |
| Sandgraben 1 (Standort) | Bauernhaus „zum Leitner“ | Verputzter Ständerbau mit Flachsatteldach (Preisdach), Fensterbändern und reichem Zierbund, Mitte 18. Jahrhundert. | D-1-90-154-54 | Bauernhaus„zum Leitner“ |

### Schlauch
| Lage                  | Objekt                              | Beschreibung                                     | Akten-Nr.     | Bild           |
| --------------------- | ----------------------------------- | ------------------------------------------------ | ------------- | -------------- |
| Schlauch 1 (Standort) | Getreidekasten beim Unterschlaucher | Erdgeschossiger Getreidekasten, um 1650.         | D-1-90-154-55 | weitere Bilder |
| Schlauch 2 (Standort) | Getreidekasten beim Oberschlaucher  | Erdgeschossiger Getreidekasten, bezeichnet 1678. | D-1-90-154-56 | weitere Bilder |

### Schwarzenbach
| Lage                       | Objekt                      | Beschreibung                                                                                           | Akten-Nr.     | Bild                       |
| -------------------------- | --------------------------- | --- | ------------- | -------------------------- |
| Schwarzenbach 1 (Standort) | Stadel beim Schwarzenbacher | Stattlicher Flachdachstadel mit Preisdach, darin erdgeschossiger Getreidekasten, Ende 18. Jahrhundert. | D-1-90-154-57 | Stadelbeim Schwarzenbacher |

### Staltannen
| Lage                     | Objekt              | Beschreibung                                                                           | Akten-Nr.     | Bild               |
| ------------------------ | ------------------- | -------------------------------------------------------------------------------------- | ------------- | ------------------ |
| Staltannen 3 (Standort)  | Bauernhaus zum Bock | Verputzter Ständerbau mit Kopfbügen, Kern Mitte 18. Jahrhundert, Dach 19. Jahrhundert. | D-1-90-154-58 | Bauernhauszum Bock |
| Staltannen 11 (Standort) | Fresko beim Veit    | Am Haus Fresko der Muttergottes, um 1800.                                              | D-1-90-154-59 | Freskobeim Veit    |

### Steingädele
| Lage                       | Objekt                   | Beschreibung | Akten-Nr.     | Bild           |
| -------------------------- | ------------------------ | --- | ------------- | -------------- |
| in Steingädele (Standort)  | Katholische Ortskapelle  | Kleiner neuromanischer Saalbau mit dreiseitigem Chorschluss, Dachreiter und Vorzeichen, bezeichnet 1896; mit Ausstattung. | D-1-90-154-60 | weitere Bilder |
| Steingädele 15a (Standort) | Getreidekasten beim Noll | zweigeschossig mit Laube, Ende 16. Jh., Veränderungen 1849                                                                | D-1-90-154-62 | weitere Bilder |

### Unterengen
| Lage                    | Objekt                    | Beschreibung                                                       | Akten-Nr.     | Bild           |
| ----------------------- | ------------------------- | ------------------------------------------------------------------ | ------------- | -------------- |
| Unterengen 1 (Standort) | Getreidekasten Unterenger | Getreidekasten des sog. Unterenger-Hofs, obergeschossig, bez. 1872 | D-1-90-154-63 | weitere Bilder |

### Urspring
| Lage                           | Objekt                                       | Beschreibung | Akten-Nr.     | Bild                                   |
| ------------------------------ | -------------------------------------------- | --- | ------------- | -------------------------------------- |
| Dorfstraße 5 (Standort)        | Bauernhaus-Wohnteil zum Merxler              | Mit Flachsatteldach und Zierbundgiebel, 1. Hälfte 18. Jahrhundert. – Zugehörig Stadel mit Flachsatteldach, Ständerbau, 1. Hälfte 18. Jahrhundert. | D-1-90-154-65 | Bauernhaus-Wohnteilzum Merxler         |
| Dorfstraße 19 (Standort)       | Ehemaliges Bauernhaus zum Schmied            | Mit Flachsatteldach und Bundwerkgiebel, Mitte 18. Jahrhundert.                                                                                    | D-1-90-154-66 | Ehemaliges Bauernhauszum Schmied       |
| Dorfstraße 25 (Standort)       | Getreidekasten beim Vögele                   | Obergeschossiger Getreidekasten, 2. Hälfte 17. Jahrhundert, in gleichzeitigem Überbau mit Flachsatteldach.                                        | D-1-90-154-67 | Getreidekastenbeim Vögele              |
| Dorfstraße 56 (Standort)       | Bauernhaus zum Schuhmacher                   | Mit Flachsatteldach und profilierten Kopfbügen, 2. Hälfte 18. Jahrhundert.                                                                        | D-1-90-154-71 | Bauernhauszum Schuhmacher              |
| Dorfstraße 58 (Standort)       | Bauernhaus zum Moidler                       | Mit Flachsatteldach und Tennenbundwerk, 1. Hälfte 18. Jahrhundert.                                                                                | D-1-90-154-72 | Bauernhauszum Moidler                  |
| Kirchenstraße 6 (Standort)     | Getreidekasten                               | Kleiner, erdgeschossiger Getreidekasten, bezeichnet 1558.                                                                                         | D-1-90-154-74 | weitere Bilder                         |
| Kirchenstraße 24/26 (Standort) | Katholische Filialkirche St. Maria Magdalena | Im Kern romanisch, um 1507 verändert; mit Ausstattung.                                                                                            | D-1-90-154-64 | weitere Bilder                         |
| Kirchenstraße 34 (Standort)    | Getreidekasten beim Gasch                    | Obergeschossiger Getreidekasten, bezeichnet 1615; alter Überbau, 18./19. Jahrhundert.                                                             | D-1-90-154-75 | weitere Bilder                         |
| Kirchenstraße 64 (Standort)    | Wohnteil eines Bauernhauses zum Brieler      | Mit Flachsatteldach (Preisdach), 18. Jahrhundert.                                                                                                 | D-1-90-154-73 | Wohnteil eines Bauernhauseszum Brieler |

### Wies
| Lage                   | Objekt                                              | Beschreibung | Akten-Nr.               | Bild                |
| ---------------------- | --------------------------------------------------- | --- | ----------------------- | ------------------- |
| Wies 9 (Standort)      | Ehemaliges Wohnhaus                                 | Des Wieswirts Franz Dominikus Zimmermann, zweigeschossiger Walmdachbau, 1751.                                                                                        | D-1-90-154-78           | Ehemaliges Wohnhaus |
| Wies 12, 13 (Standort) | Pfarramt und Wallfahrtsmuseum in der Wies           | Ehemaliges Priorat und Wallfahrtshospiz, jetzt katholisches Pfarramt und Wallfahrtsmuseum, dreiflügeliger Bau mit Mansardwalmdächern östlich an der Kirche, um 1747. | D-1-90-154-79           | weitere Bilder      |
| Wies 12, 13 (Standort) | Einfriedung                                         | Gartenummauerung um 1747. | D-1-90-154-79 zugehörig | Einfriedung         |
| Wies 14 (Standort)     | Wallfahrtskirche Zum Gegeißelten Heiland Wieskirche | 1745 ff. von Dominikus Zimmermann erbaut; mit Ausstattung. UNESCO-Welterbe, Referenz-Nr. 271.                                                                        | D-1-90-154-76           | weitere Bilder      |
| in Wies (Standort)     | Wieskapelle                                         | 1739 erbaut; mit Ausstattung; Ursprung der Wallfahrt. | D-1-90-154-77 Wikidata  | weitere Bilder      |

### Wiesle
| Lage                | Objekt                      | Beschreibung | Akten-Nr.     | Bild |
| ------------------- | --------------------------- | --- | ------------- | ---- |
| Wiesle 1 (Standort) | Wohnteil eines Einfirsthofs | zweigeschossiger Flachsatteldachbau mit Bohlenständerkonstruktion, im Kern von 1699 (dendro.dat.), östlicher Anbau weitgehend erneuert. | D-1-90-154-90 | BW   |